# Майменсінгх (зіла)
Майменсінгх (бенг. ময়মনসিংহ জেলা) — округ на північному сході Бангладеш, в регіоні Майменсінгх. Утворений 1787 року. Адміністративний центр — місто Майменсінгх. Площа округу — 4363 км². За даними перепису 2001 року населення округу становило 4 439 017 чоловік. Рівень писемності дорослого населення становив 30,7 %, що значно нижче за середній рівень по Бангладеш (43,1 %). 94,73 % населення округу сповідувало іслам, 4,25 % — індуїзм, 0,75 % — християнство.

## Адміністративно-територіальний поділ
Округ складається з 12 підокругів.
Підокруги (центр)
1. Майменсінгх-Садар (Майменсінгх)
2. Бхалука (Бхалука)
3. Дхобаура (Дхобаура)
4. Фулбарія (Фулбарія)
5. Гаффаргаон (Гаффаргаон)
6. Гауріпур (Гауріпур)
7. Халуагхат (Халуагхат)
8. Ішваргандж (Ішваргандж)
9. Муктагачха (Муктагачха)
10. Нандайл (Нандайл)
11. Пхулпур (Пхулпур)
12. Трішал (Трішал)